# イノシトール-ポリリン酸マルチキナーゼ
イノシトール-ポリリン酸マルチキナーゼ（Inositol-polyphosphate multikinase）は、ATP:1D-ミオイノシトール-1,4,5-三リン酸 6-ホスホトランスフェラーゼ（ATP:1D-myo-inositol-1,4,5-trisphosphate 6-phosphotransferase）という系統名を持つ酵素である。この酵素は、以下の化学反応を触媒する。
2 ATP + 1D-ミオイノシトール-1,4,5-三リン酸{\displaystyle \rightleftharpoons }2 ADP + 1D-ミオイノシトール-1,3,4,5,6-五リン酸（全体）
(1a) ATP + 1D-ミオイノシトール-1,4,5-三リン酸{\displaystyle \rightleftharpoons }ADP + 1D-ミオイノシトール-1,4,5,6-四リン酸
(1a) ATP + 1D-ミオイノシトール-1,4,5,6-四リン酸{\displaystyle \rightleftharpoons }ADP + 1D-ミオイノシトール-1,3,4,5,6-五リン酸
この酵素は、Ins(1,4,5)P3からIns(1,3,4,5)P4、Ins(1,3,4,5)P4からIns(1,3,4,5,6)P5、Ins(1,3,4,5,6)P4からIns(PP)P4のリン酸化も行う。